# McIntosh County (Georgia)
McIntosh County is een county in de Amerikaanse staat Georgia.
De county heeft een landoppervlakte van 1.123 km² en telt 10.847 inwoners (volkstelling 2000). De hoofdplaats is Darien.

## Geboren in McIntosh County
- Arthur Conley (1946-2003), soulzanger

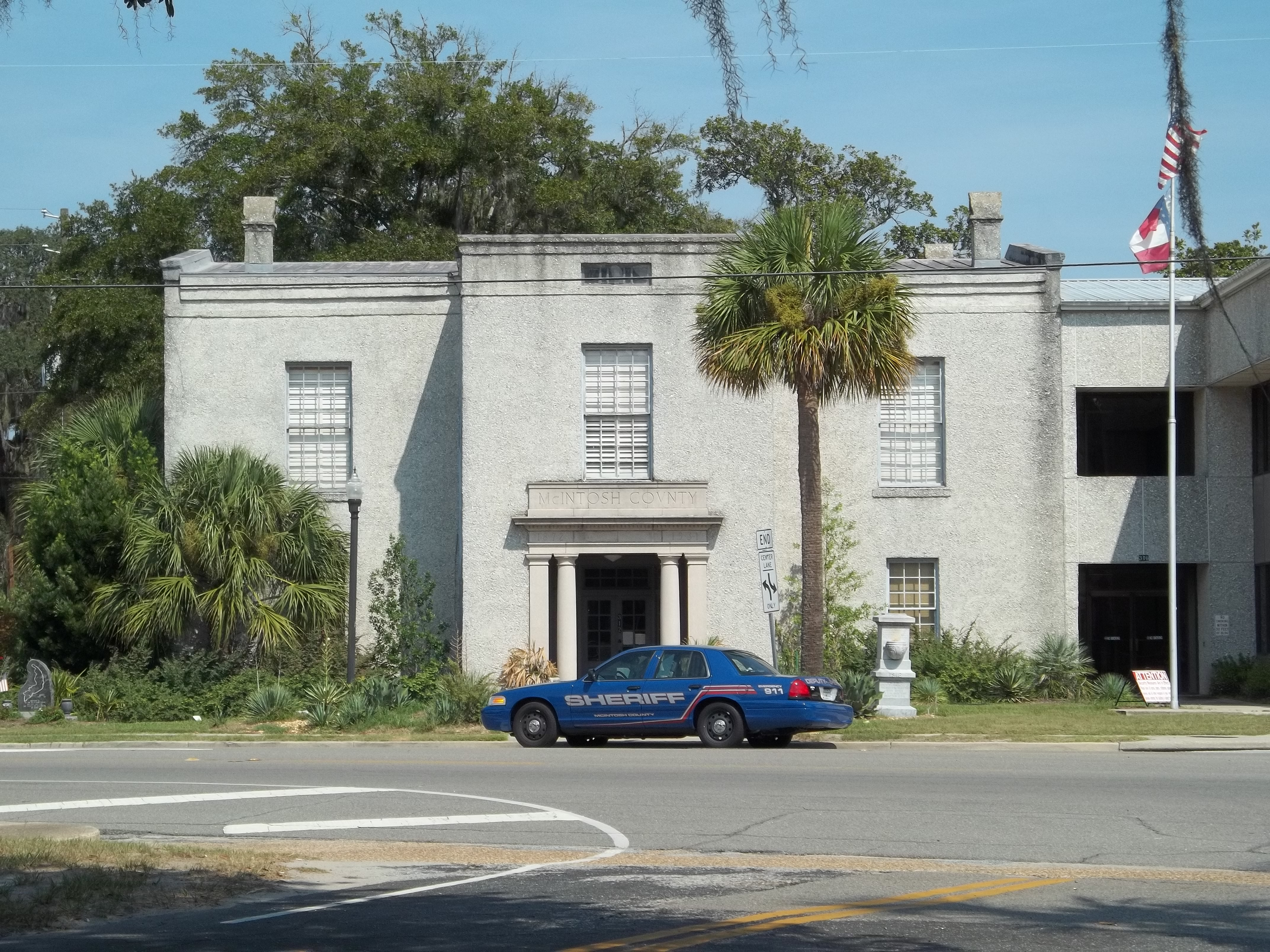
McIntosh County Courthouse